# Martí de Barcelona
Martí de Barcelona foi o nome religioso do capuchinho catalão Jaume Bagunyà i Casanovas (Barcelona, aprox. 1895 — Montcada i Reixac, 1936).

## Biografia
Ingressou na ordem dos capuchinhos e estabeleceu-se no convento dos capuchinhos de Sarrià. Licenciou-se em história na Universidade Católica de Lovaina, e desde 1926 dirigiu a revista Estudios Franciscanos (Estudos Franciscanos). Em 1924 editou a Història de la primacia de la seu de Tarragona (História da primazia da Catedral de Tarragona), de Jaume Caresmar. Especializado em Francesc Eiximenis, transcreveu a Doctrina compendiosa em 1929, a qual, como posteriormente se demostrou, está atribuída a Francesc Eiximenis, mesmo que o livro esteja inspirado pelo seu pensamento e doutrina, não foi escrito directamente por ele. Junto aos também frades capuchinhos Norbert d’Ordal e Feliu de Tarragona, transcreveu trezentos cinquenta e dois capítulos do Terç de Lo Crestià (1929-32). Também o interessante Ars Praedicandi Populo (Arte de predicação ao povo), descoberto por ele em Cracóvia. Escreveu numerosos artigos sobre sociedade e cultura catalã medieval.Foi assassinado pela FAI ao início da Guerra Civil Espanhola. Foi beatificado na catedral de Barcelona o dia 21 de noviembre de 2015 junto com outros religiosos capuchinhos assassinados durante a persecução religiosa de 1936.

## Obras

### Edições de obras de Francesc Eiximenis
- Doctrina Compendiosa. Barcelona. Editorial Barcino. 1929. 157 pp. (em catalão)

“Els Nostres Clàssics”. Coleção A, 24.
Texto e notas de rodapé por Martí de Barcelona, O.F.M. Cap.
- Terç del Crestià. Volum I. Barcelona. Editorial Barcino. 1929. 318 pp. (em catalão)

Texto e notas de rodapé por Martí de Barcelona e Norbert d’Ordal, O.F.M. Cap.
“Els nostres clàssics”. Coleção B, 1.
- Terç del Crestià. Volum II. Barcelona. Editorial Barcino. 1930. 302 pp. (em catalão)

Texto e notas de rodapé por Martí de Barcelona e Norbert d’Ordal, O.F.M. Cap.
“Els nostres clàssics”. Coleção B, 2.
- Terç del Crestià. Volum III. Barcelona. Editorial Barcino. 1932. 296 pp. (em catalão)

Texto e notas de rodapé por Martí de Barcelona e Feliu de Tarragona, O.F.M. Cap.
“Els nostres clàssics”. Coleção B, 4.
- L’Ars Praedicandi de Fra Francesc Eiximenis. Martí de Barcelona, O.F.M. Cap. Dentro de Homenatge a Antoni Rubió i Lluch. Miscel·lània d’Estudis Literaris, Històrics i Lingüístics. Vol. II. Barcelona. 1936. 301-40. (em catalão) (em latim)

### Outros trabalhos
- Fra Francesc Eiximenis. O.M. (1340?-1409). La seva vida, els seus escrits, la seva personalitat literària. EF, XL. 1928. 437-500. (em catalão)
- L’Església i l’Estat segons Francesc Eiximenis (I). Criterion, VII. Octubre-Diciembre 1931. 325-38. (em catalão)
- L’Església i l’Estat segons Francesc Eiximenis (II). Criterion, VIII. 1932. 337-47. (em catalão)
- Notes descriptives dels manuscrits medievals de la Biblioteca Nacional de Madrid. EF, XLV. 1933. 337-404. (em catalão)
- Catalunya vista per Francesc Eiximenis. EF, XLVI. 1934. 79-97. (em catalão)
- Nous documents per a la biografia d'Arnau de Vilanova. AST XI. 1935. 85-128. (em catalão)
- Regesta de documents arnaldians coneguts. EF, XLVII. 1935. 261-300. (em catalão)
- La cultura catalana durant el regnat de Jaume II. EF XCI (1990), 213-295; XCII (1991), 127-245 e 383-492. (em catalão)